# Banana Cabana
Almost Naked Animals, també conegut com a la Banana Cabana, és una sèrie de televisió d'animació canadenca produïda per 9 Story Entertainment per a YTV. La sèrie va ser creada per Noah Z. Jones, que també és el creador de la sèrie d'animació de Disney Channel Fish Hooks. Es va basar en un lloc web d'art que Jones va crear el 2005. La sèrie es va estrenar el 7 de gener de 2011 a YTV i va acabar el 22 de maig de 2013.